# 2-coumarato reduttasi
La 2-coumarato reduttasi è un enzima appartenente alla classe delle ossidoreduttasi, che catalizza la seguente reazione:
3-(2-idrossifenile)propanoato + NAD+ ⇄ 2-coumarato + NADH + H+